# Trudno jest być miłym
Trudno jest być miłym (bośn. Teško je biti fin) – film fabularny z roku 2007 w reżyserii Srđana Vuleticia zrealizowany w koprodukcji kilku krajów: Bośni i Hercegowiny, Niemiec, Słowenii i Wielkiej Brytanii.

## Opis fabuły
Akcja filmu rozgrywa się w Sarajewie. Bohaterem jest 40-letni taksówkarz Fudo, który utrzymywał się do tej pory z działalności przestępczej. Kiedy jego żona decyduje się wyprowadzić wraz z dzieckiem do matki, Fudo postanawia zmienić swoje życie. Przeszłość nie pozwala jednak bohaterowi powrócić na drogę uczciwości.

## Nagrody i wyróżnienia
Odtwórca głównej roli Saša Petrović otrzymał nagrodę za najlepszą rolę męską na Międzynarodowym Festiwalu Filmowym w Sarajewie. Film był zgłoszony do nagrody Amerykańskiej Akademii Filmowej w kategorii: najlepszy film nieanglojęzyczny, ale nie uzyskał nominacji.

## Obsada
- Saša Petrović jako Fudo
- Daria Lorenci jako Azra
- Senad Bašić jako Bato
- Damir Savić jako Beba
- Danijal Savić jako Beba
- Emir Hadžihafizbegović jako Sejo
- Jasna Žalica jako pielęgniarka
- Norman Mahmutović jako Mutavac
- Aleksandar Seksan jako Mrki
- Izudin Bajrović jako lekarz
- Jasna Beri jako Punica
- Sanja Burić jako Gatara
- Armis Masić jako Arab
- Elja Bavcić
- Zana Marjanović